# Paranataelia
Paranataelia là một chi bướm đêm thuộc họ Noctuidae.

## Loài
- Paranataelia tenerifica (Hampson, 1906)
- Paranataelia whitei (Rebel, 1906)